# Гелмонд Спорт
«Гелмонд Спорт» (нід. Helmond Sport) — професіональний нідерландський футбольний клуб з міста Гелмонд. Виступає в Еерстедивізі, другій за рівнем нідерландській лізі.
Клуб заснований 27 липня 1967 року шляхом відокремлення від місцевого професійного клубу «Гелмондія '55». Кольори — червоний і чорний.